# Flavoparmelia ecuadoriensis
Flavoparmelia ecuadoriensis är en lavart som beskrevs av T. H. Nash, Elix & J. Johnst. Flavoparmelia ecuadoriensis ingår i släktet Flavoparmelia och familjen Parmeliaceae.   Inga underarter finns listade i Catalogue of Life.